# Epitafio

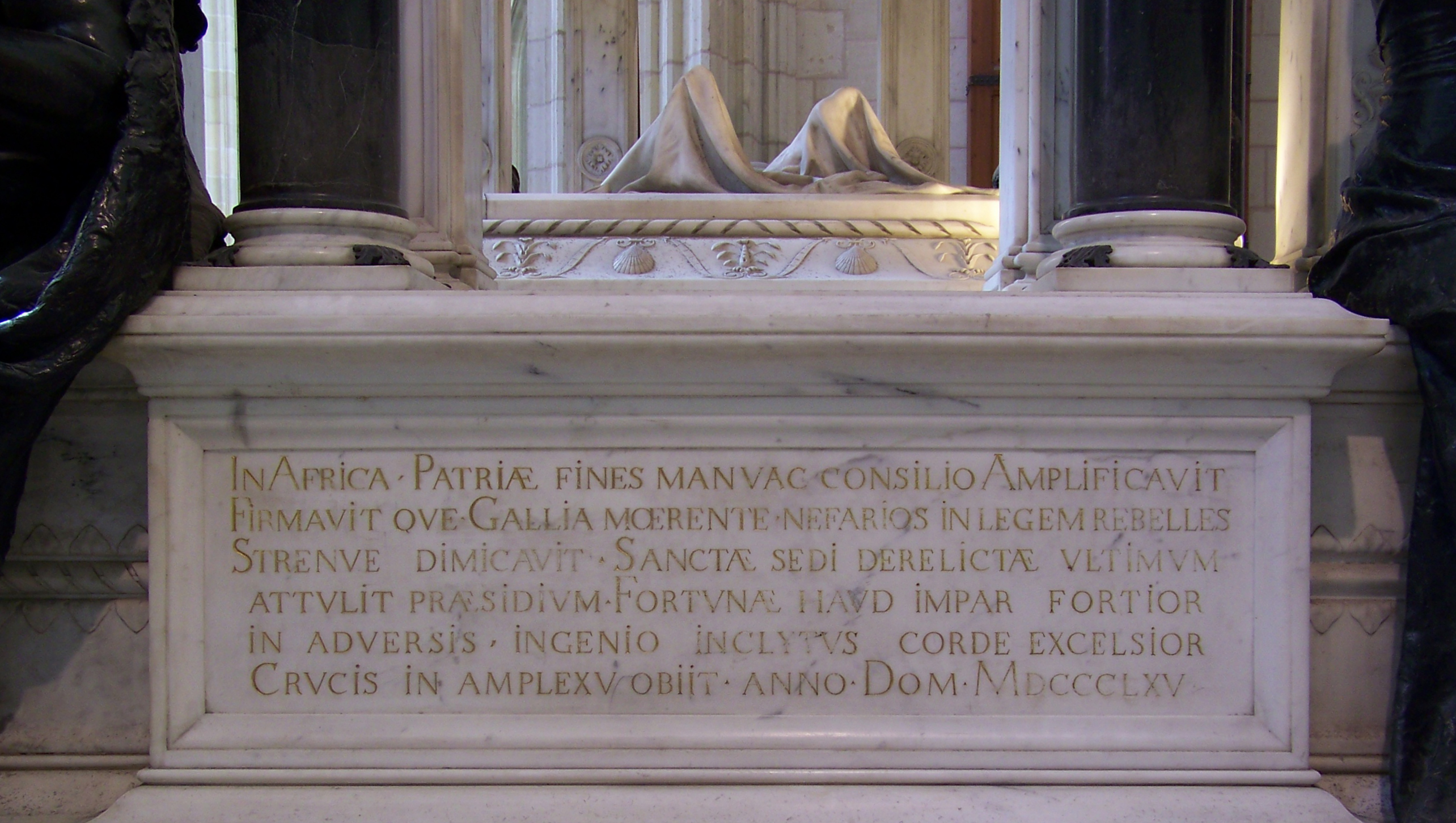
Epitafio del general de Lamoricière, catedral de Nantes

El término epitafio se refiere a la leyenda o breve texto escrito en las lápidas y losas funerarias para identificar y honrar al difunto. Tradicionalmente un epitafio está escrito en  verso, pero hay excepciones. 
Muchos son citas de los textos sagrados o aforismos. Se considera que un buen epitafio es el que es memorable y breve, para que se pueda leer rápido, mientras se camina. Un enfoque de muchos epitafios exitosos es que le "hablan" al lector y le advierten sobre su propia mortalidad; otro es pedirle al lector que se baje del lugar de descanso del difunto, ya que a menudo el lector tendría que estar encima del sepulcro para leer la inscripción. Algunos graban los logros, (por ejemplo los políticos notan sus logros durante su paso por un gobierno) pero casi todos (con excepción de la tumba del soldado desconocido donde esto es imposible) el nombre de la nota, la fecha de nacimiento y fecha de muerte. Las personas religiosas suelen añadir una frase de su libro sagrado, por ejemplo la Biblia o el Corán, o algún tipo de referencia a su fe. También existen tumbas con inscripciones con función de burla o de chiste, que pretenden hacer reír a quien las lee.
Muchos epitafios fueron escritos con algún refinamiento literario, por lo que constituyen un subgénero literario lírico dentro del más general de la elegía o poema de lamento. Son subgéneros emparentados con el epicedio, el treno y el planto.

## Historia y Origen
En la antigua Grecia hacía referencia a la oración pronunciada para honrar a los ciudadanos atenienses muertos en batalla.
Antiguamente se daba este nombre a los versos que se citaban en honor de los difuntos el día de sus exequias y anualmente se repetían en semejantes días. Después se tomó por la inscripción que se pone sobre los sepulcros, como se ve en el día de hoy, unas veces escrita en prosa y otras en verso, a fin de conservar la memoria de los difuntos y erigir un monumento a su gloria.
Los epitafios han sido muy variados, según las costumbres de los reinos y naciones. Los romanos tenían gran cuidado de hacer hablar a sus muertos en los epitafios, cuyos sepulcros algunas veces estaban acompañadas de bellísimas piezas de escultura y arquitectura que no solamente servían de adorno sino también de instrucción a la posteridad por las acciones ilustres que representaban y los discursos morales que expresaban. Como en toda Europa, los antiguos epitafios latinos fueron muy imitados en España durante el Renacimiento.
Los epitafios se escribían en prosa o en verso y se consideraba que los más cortos eran los mejores, ya que se buscaba que los caminantes pudieran leerlos enteramente al pasar. Por esta razón Platón limitaba los epitafios en verso a cuatro hexámetros. Los más comunes son los de forma de simple discurso conteniendo solamente los nombres de aquellos que están puestos en las sepulturas con una exposición corta de su edad, del año, el mes y del día en que les tocó morir cual hoy se leen en la mayoría de los nichos de nuestros camposantos.
Los epitafios se llevan escribiendo durante casi toda la Historia. El más antiguo que ha sido encontrado pertenece a una mujer romana llamada Stelista, estaba escrito en latín y esta fechado en el año 74 d. C.
En el mundo clásico era común poner el nombre de los difuntos allí enterrados, lugar de origen y alguna característica. Además, el vínculo a los dioses, era muy importante tener presente a los dioses a la hora de enterrar a un familiar.
Los epitafios nazaríes estaban dedicados a la familia gobernante o personas de gran importancia en la política. Contenían nombre y fecha, y en algunas ocasiones textos religiosos.
Siglos más tarde, en la época renacentista española, podemos encontrar poemas enteros, como por ejemplo el dedicado a Fernando de Guzmán, realizado por su hermano Garcilaso de la Vega:
No las francesas armas odïosas,
en contra puestas del airado pecho,
ni en los guardados muros con pertrecho
los tiros y saetas ponzoñosas;
no las escaramuzas peligrosas,
ni aquel fiero ruïdo contrahecho
d’aquel que para Júpiter fue hecho
por manos de Vulcano artificiosas,
pudieron, aunque más yo me ofrecía
a los peligros de la dura guerra,
quitar una hora sola de mi hado;
mas infición de aire en solo un día
me quitó al mundo y m’ha en ti sepultado,
Parténope, tan lejos de mi tierra
Antes de que los romanos realizaran enterramientos para sus animales, los egipcios ya los enterraban desde el predinástico en diferentes prácticas. Sin embargo, hay un enterramiento animal especial en Berenice, una ciudad portuaria en la costa del mar Rojo fundada en tiempos de Ptolomeo II (285-246 a. C.). Durante la presencia romana (siglos I-III d. C.), desde finales del siglo I y principios del II, se enterraron los esqueletos de más de 100 animales de compañía al oeste del Templo Serapis, siendo los más comunes encontrados los gatos domésticos. Las excavaciones las llevan a cabo actualmente el Polish Centre for Mediterranean Archaeology, Warsaw University, y han demostrado que muchos de los enterramientos no tienen ajuar. 
Por otro lado, en la zona occidental del Imperio, esta práctica se realizaría, pero de un modo peculiar en algunos casos. Se sabe por algunas tumbas y epitafios, que los animales eran muy comunes como mascotas dentro del mundo romano. Un claro ejemplo de ello son los perros, que guardaban una estrecha relación con sus dueños, y es por ello que los mismos dueños les dedicaran inscripciones para perdurar su memoria en la historia. Algunos ejemplos notorios son los siguientes:
El primero se encuentra en la iglesia de Santa Marina de Amalfi (Salerno, Italia). Se trata de una lápida de mármol blanco del siglo II d. C. dedicada a su perro Patrice, pero, a pesar de estar incompleta, se conoce el texto: 
Portavi lacrimis madidus te nostra catella
quod feci lustris laetior ante tribus
ergo mihi, Patrice, iam non dabis osculla mille
nec poteris collo grata cubare meo
tristis marmorea posui te sede merentem
et iunxi semper manib(us) ipse meis
morib(us) argutis hominem simulare paratam
perdidimus quales, hei mihi, delicias
tu dulcis, Patrice, nostras attingere mensas
consueras, gremio poscere blanda cibos
lambere tu calicem lingua rapiente solebas
quem tibi saepe meae sustinuere manus
accipere et lassum cauda gaudente frequenter
Te he portado en mis brazos con lágrimas, nuestro pequeño perro, estaba más feliz que hace tres años cuando hice esto. Pero ahora, Patrice, ya no me darás mil besos, ni serás capaz de echarte afectuosamente alrededor de mi cuello. Tu eras un buen perro, y con enorme pena he puesto para ti esta tumba de mármol, y te uniré para siempre a mí mismo cuando muera. Te acostumbraste fácilmente a un humano con tus hábitos inteligentes. ¡Ay, que animal doméstico hemos perdido! Tú, dulce Patrice, tenías la costumbre de unirte a la mesa y pedirnos dulcemente comida en nuestro regazo, estabas acostumbrado a lamer con tu lengua la copa que mis manos sostenían para ti y acoger con regularidad a tu cansado amo con meneos de tu cola...
Otro se encuentra en Auch (Aquitania), descubierto en julio de 1865, durante una obra de la línea del ferrocarril que conectaría Agen con Auch. Estaba dedicado a su perra Myia (“mosquito” en griego): 
Quam dulcis fuit ista quam benigna
quae cum viveret in sinu iacebat
somni conscia semper et cubilis
o factum male Myia quod peristi
latrares modo si quis adcubaret
rivalis dominae licentiosa
o factum male Myia quod peristi
altum iam tenet insciam sepulcrum
nec sevire potes nec insilire
nec blandis mihi morsib(us) renides
Que dulce era, que amable que, cuando estaba viva, yacía en mi regazo siempre consciente del sueño y en la cama ¡Oh Myia, fue algo malo que pereciste! Sólo ladrarías si algún enemigo se tomaba la libertad de mentir a su amo. ¡Oh Myia, fue algo malo que pereciste! Ahora guarda una tumba profunda, aunque no sabes nada al respecto. No puedes correr salvaje ni saltar sobre mí, ni morderme con mordiscos halagadores.
El tercero se descubrió en la década de 1980 en Gallicano nel Lazio (Roma), una pequeña colina cerca de la iglesia de S. Rocco. Realizada en mármol, data del siglo II d. C., y estaba dedicada a su perra Aeolis:
Aeolidis tumulum festivae
cerne catellae
quam dolui inmodice
raptam mihi praepete
fato
He aquí la tumba de Aeolis, la pequeña perra alegre, cuya pérdida por un destino fugaz me dolió más allá de toda medida.

## Características

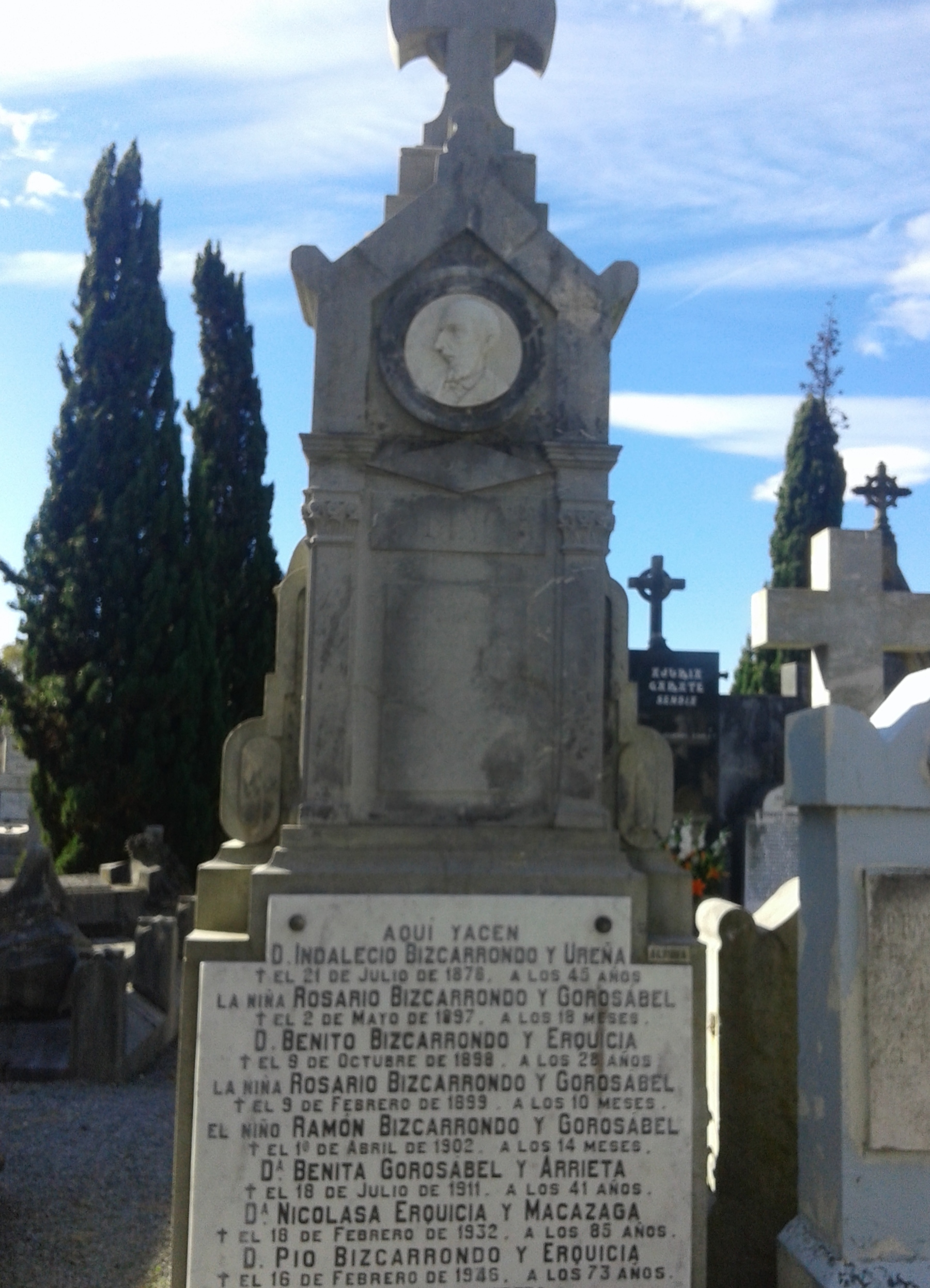
Imagen de un epitafio

Epitafio significa, literalmente, sobre la tumba o encima de la tumba. Solían ser, en su inicio, textos escritos en verso para honrar a los caídos en batallas. Pero, poco a poco, se fue normalizando la práctica en todas las necrópolis del mundo antiguo. Aun así, tener un epitafio era un signo de prestigio social y no toda la población podía permitírselo.
Con el tiempo ya no es signo de prestigio, pues la mayoría de la población puede permitirse un epitafio personal o familiar. Lo más común es poner el nombre de la familia  del difunto. Pero hay quién personaliza más sus epitafios, a decisión propia del difunto o elegido por los herederos. Se han conocido muchos poetas que han compuesto su propio epitafio y el de otras personas.
Algunos ejemplos de frases escritas en lápidas y epitafios de personas famosas son:
Francis Scott Fitzgerald, en su tumba y la de su mujer, tiene escrito:
“SO WE BEAT ON. BOATS AGAINST
THE CURRENT. BORNE AGAIN
CEASELESSLY INTO THE PAST.”
El poeta chileno Vicente Huidobro cuenta con un gran monumento en su memoria, y en este se encuentra una lápida con la inscripción:
“ABRID LA TUMBA
AL FONDO DE ESTA TUMBA
SE VE EL MAR.”
Algo parecido tiene la escritora y humorista Dorothy Parker, a quien la NAACP le concedió su deseo de escribir en su lápida:
“EXCUSE MY DUST”.
El famoso cantante estadounidense Frank Sinatra cuenta con el título de una de sus canciones:
“THE BEST IS YET TO COME”.
En la tumba del filósofo alemán Karl Marx podemos encontrar el conocido lema perteneciente al Manifiesto Comunista:
“WORKERS OF ALL LANDS
UNITE”.
Los epitafios no sólo permiten conocer las costumbres funerarias y la vida de cada cultura, sino que también nos sirven para ver claramente las diferencias sociales y económicas de estas civilizaciones.
Por ejemplo, vemos como, desde un principio, los epitafios destacan las cualidades y logros del difunto. Logros militares, políticos, etc. Pero a lo largo de la Historia, la mujer se ha visto privada y discriminada de este tipo de actividades, por lo que en sus epitafios se les destacaba por su aptitudes domésticas, su belleza o sus relaciones de parentesco.
También es evidente la diferencia entre ricos y pobres. Los primeros suelen tener epitafios adornados y con dedicatoria en enterramientos individuales o familiares en mausoleos. En cambio, las personas con menos recursos, la mayoría de la población, pueden permitirse epitafios que se dedican a toda una familia y que cuentan simplemente con el apellido familiar. Luego las personas sin recursos, indigentes o no reconocidas caen bajo la responsabilidad del estado y no suelen tener un epitafio dedicado a ellos.